# Universidade Nacional de Quilmes

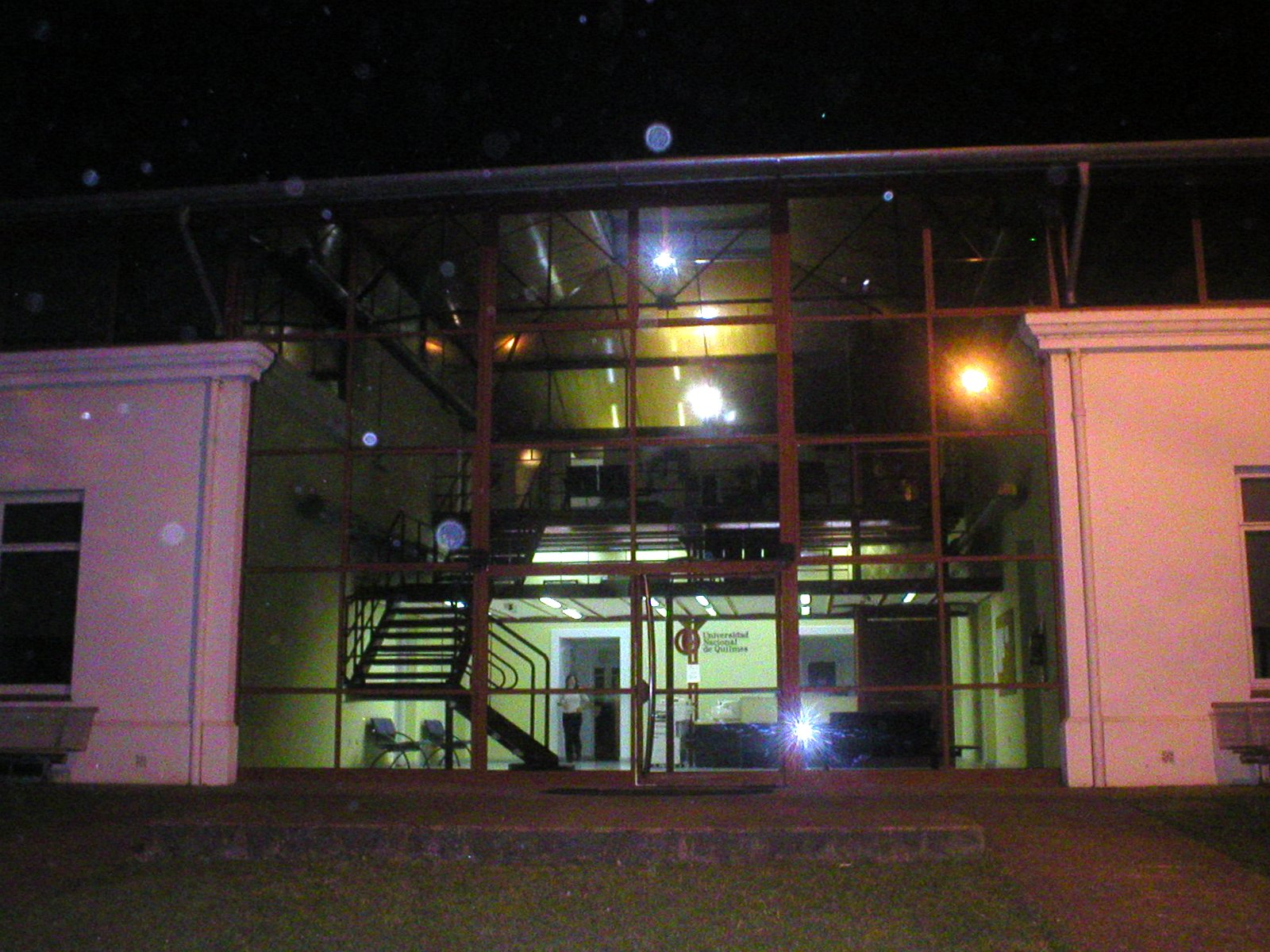
Reitoria da UNQ.

A Universidade Nacional de Quilmes (Universidad Nacional de Quilmes, UNQ) é uma universidade pública argentina com sede na localidade de Bernal, província de Buenos Aires,  partido de Quilmes. Foi criada pela lei nacional  23.749 de 1989. Em 1991 teve início o primeiro ciclo letivo e foi  normalizado em 12 de dezembro de 1992.
Situada na zona sul da Grande Buenos Aires, sua área de influência se estende aos vizinhos partidos de Berazategui, Florencio Varela, Avellaneda e Almirante Brown.
Em 2005 contava com aproximadamente 12.500 alunos matriculados, distribuidos entre 18 cursos de graduação e três de pós-graduação.
Em 2011, a Universidade passou a contar com quatro novos setores, que somavam 5.800 m2: os novos laboratórios de documentação do Departamento de Ciência e Tecnologia (com uma superfície de 1.800 m2) e o Departamento de Ciências Sociais, projetado sobre as antigas casas de chefes da fábrica, numa área ocupada que alcança 1.060 m2.